# 哀悼者と聖ドミニクスのいる磔刑
『哀悼者と聖ドミニクスのいる磔刑』 （あいとうしゃとせいドミニクスのいるたっけい、仏: Le Calvaire avec saint Dominique en prière、英: Crucifixion with Mourners and St Dominic）は、初期イタリア・ルネサンスの巨匠フラ・アンジェリコが1425-1450年ごろ制作したフレスコ画の断片である。元来、画家が修道院長を務めたフィエーゾレのサン・ドメニコ修道院にあった作品である。現在、パリのルーヴル美術館に所蔵されている。

## 作品
本作が飾られていたサン・ドメニコ修道院のために、フラ・アンジェリコは、主祭壇画の『フィエーゾレの祭壇画』(サン・ドメニコ修道院、ロンドン・ナショナル・ギャラリー) 、『聖母戴冠』 (ルーヴル美術館) 、『受胎告知』 (プラド美術館) 、『聖母子と聖ドミニクス、聖トマス・アクィナス』 (エルミタージュ美術館) も描いている。修道院の食堂にあった本作は、1875年に上端から丸めて壁から剥がされ、1880年、フィレンツェの美術商によりルーヴル美術館に売却された。
イエス・キリストは頭部を胸のほうに傾けた状態で表されている。これは、おそらくマサッチオの『ピサ祭壇画』中の「磔刑」 (カポディモンテ美術館) を発展させたものである。中央には聖ドミニクスがおり、その両側には聖母マリアと福音書記者聖ヨハネがいる。
この磔刑図はドミニコ会と関係が深い。黒い修道士服を身に着けている聖ドミニクスが十字架の下の岩の上に跪き、十字架を両手で掴んでいる。キリストと聖ドミニクスは見つめあっているが、十字架の左右に立つ聖母マリアと福音書記者聖ヨハネはキリストと視線を交わしていない。十字架は聖ドミニクスのアトリビュート (特定する事物) で、十字架への強い崇敬の念を表している。